# Строительство

Строительство Шанхайской башни по состоянию на октябрь 2012 года
На этажах нижнего пояса смонтировано фасадное остекление, выше различимы металлоконструкции каркаса, на вершине строящегося объекта установлены краны

Строи́тельство — создание (возведение) зданий, строений и сооружений. Продукцией строительства являются законченные и подготовленные к вводу в эксплуатацию новые или реконструированные здания и сооружения.
В широком смысле к строительству (как отрасли) также относят капитальный и текущий ремонт зданий и сооружений, а также их реконструкцию, реставрацию и реновацию.
Процесс строительства включает в себя все организационные, изыскательские, проектные, строительно-монтажные и пусконаладочные работы, связанные с созданием, изменением или сносом объекта, а также взаимодействие с компетентными органами по поводу производства таких работ.

## Объекты строительства

### Отраслевая классификация

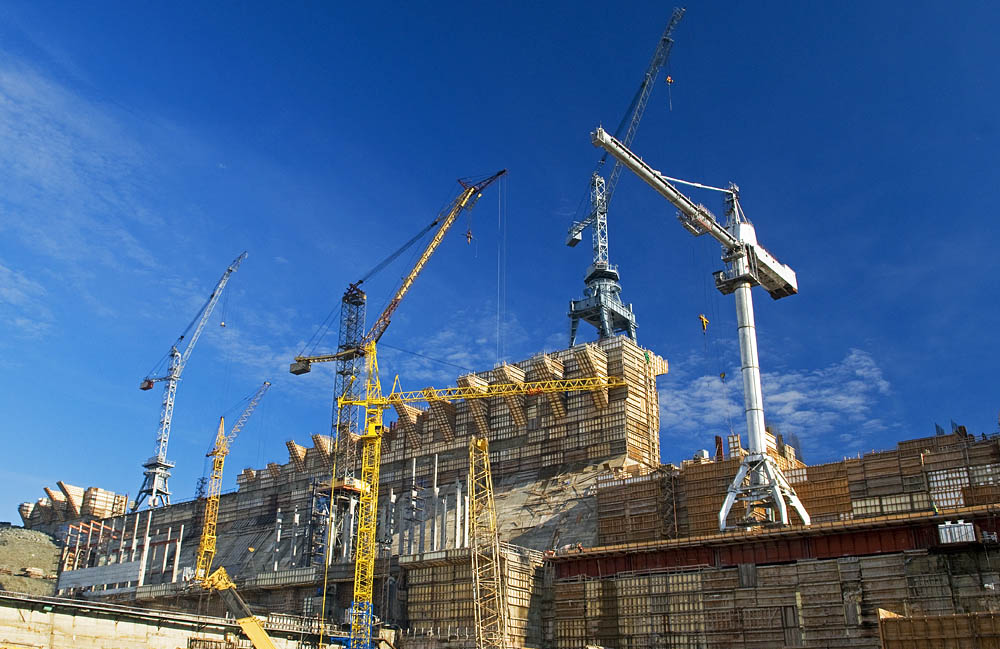
Строительство Богучанской ГЭС. Промышленная фотосъёмка, 2010 год

- Объекты промышленного строительства (заводы, фабрики)
- Объекты гражданского строительства (жилые дома, общественные здания, торговые комплексы, склады)
- Объекты сельскохозяйственного строительства
- Объекты транспортного строительства (дороги, линейные объекты, мосты, тоннели)
- Объекты военного назначения (военное строительство)
- Объекты гидротехнического назначения (плотины, дамбы, каналы, берегоукрепительные сооружения и устройства, водохранилища)
- Объекты гидромелиоративного назначения (системы орошения, осушения)

### Функциональная классификация

#### Здания
Здания — объемные строительные системы, имеющие надземную и (или) подземную части, включающие в себя помещения, сети инженерно-технического обеспечения и системы инженерно-технического обеспечения и предназначенные для проживания и (или) деятельности людей, размещения различного производства, хранения продукции или содержания животных,.
В соответствии с примечанием к п. 2.1.4 ГОСТ 27751-2014 здание является частным случаем строительного сооружения.

#### Сооружения

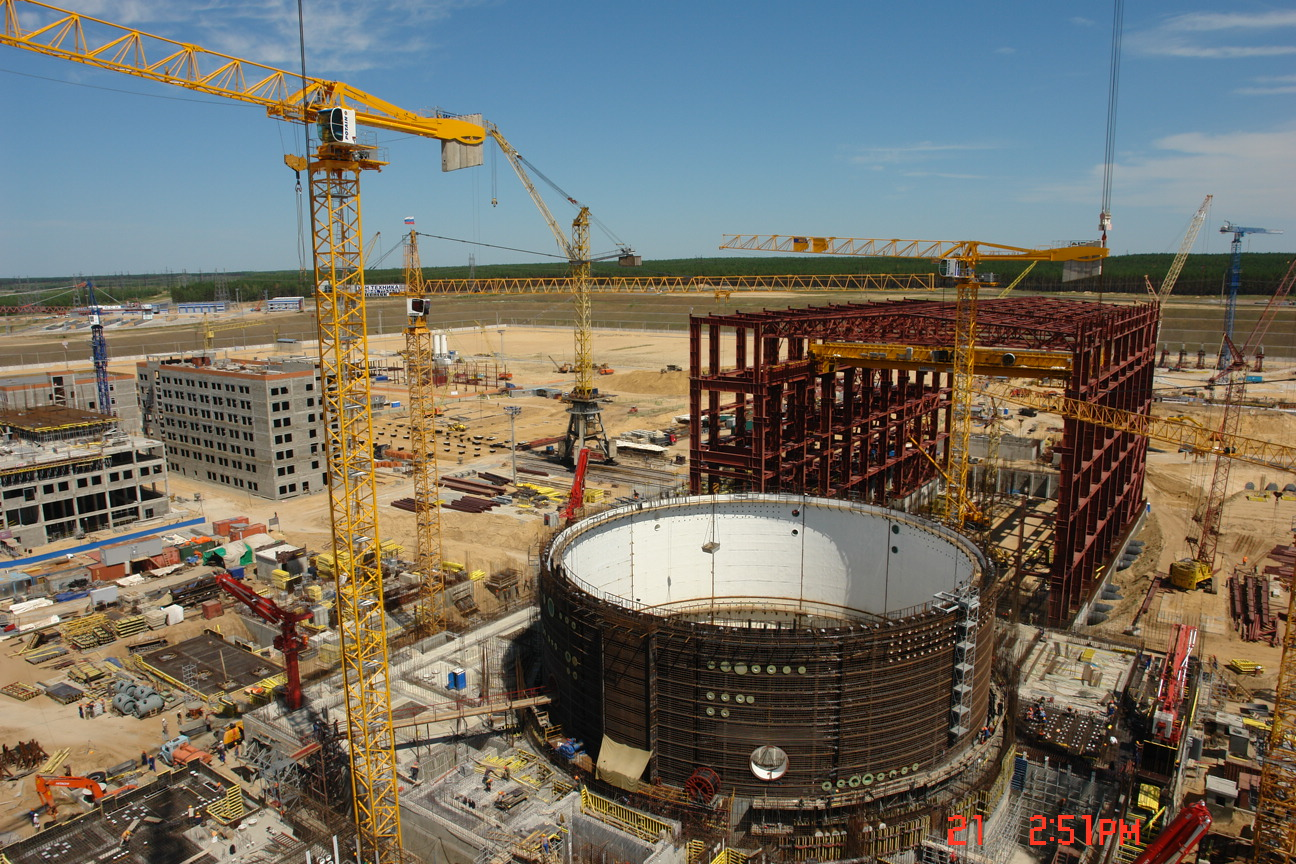
Стройплощадка Нововоронежской АЭС-2, 2010 г.
На переднем плане: возводимая монолитная негерметичная обстройка (призма) и смонтированная арматура гермооболочки (цилиндр) реакторного цеха, за ней — металлический каркас машинного зала

Сооружения — объемные, плоскостные или линейные строительные системы, имеющие наземную, надземную и (или) подземную части, состоящие из несущих, а в отдельных случаях и ограждающих строительных конструкций и предназначенные для выполнения производственных процессов различного вида, хранения продукции, временного пребывания людей, перемещения людей и грузов:
- башни, вышки, градирни,
- резервуары,
- линии электропередачи,
- линии связи (в том числе линейно-кабельные сооружения),
- трубопроводы,
- автомобильные дороги,
- железнодорожные пути,
- мосты,
- аэродромы,
- тоннели,
- временные сооружения.

### Конструктивная классификация

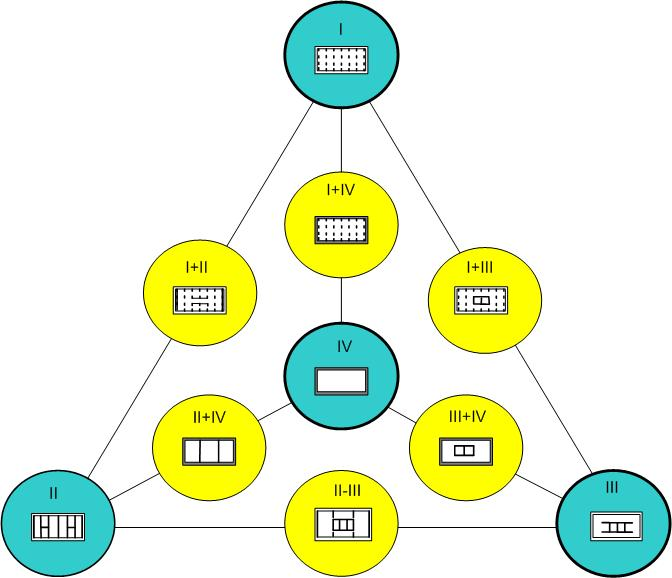
Классификация конструктивных систем:
I — каркасная,
II — стеновая,
III — ствольная (ядро),
IV — оболочковая (труба),
I+II — каркасно-стеновая,
I+III — каркасно-ствольная,
I+IV — каркасно-оболочковая,
II+III — ствольно-стеновая,
II+IV — оболочково-стеновая,
III+IV — ствольно-оболочковая (труба в трубе).

- каркасная (несущий остов сформирован из стоек, балок и перекрытий, а также диафрагм жёсткости; ограждающие конструкции не являются несущими, помещения разделяются лёгкими перегородками) — несущие элементы (колонны) имеют линейную характеристику. Различают виды каркасов:
  - рамно-связевый;
  - безригельный связевый (с железобетонными диафрагмами, ядрами жёсткости или стальными связями);
  - безригельный без диафрагм и ядер жёсткости;
  - рамный с заполнением из штучной кладки;
  - рамный без заполнения;
- стеновая (ограждающие стены и часть внутренних стен являются несущими) — несущие элементы (стены) имеют плоскостную характеристику;
- объёмно-блочная (здание формируется из блоков-ячеек, изготовленных в заводских условиях) — несущие элементы (блоки) имеют объёмную характеристику;
- оболочковая.

Существуют комбинированные схемы, а также ствольная схема (подвид каркасной, где несущим является ядро жёсткости) и оболочковая схема (все ограждающие конструкции образуют единую пространственную оболочку).
При этом несущий остов зданий, построенных по стеновой и каркасной системе, может быть сборным (собираться из отдельных элементов, изготовленных в заводских условиях) или монолитным (стены, колонны и перекрытия изготавливаются непосредственно на стройплощадке и образуют единое целое).

### Строительно-технологическая классификация
- Сборные здания — возводимые из предварительно изготовленных на фабрике или строительной площадке элементов конструкций.
- Сборно-монолитные — возводимые из сборных элементов и монолитного бетона, укладываемого непосредственно в конструкции здания.
- Монолитные — с основными конструкциями (перекрытиями, стенами, элементами каркаса) из монолитного железобетона.
- Из мелкоштучных элементов (кирпича, керамических и бетонных блоков и др.), укладываемых вручную или с применением техники.
- Изделия аддитивного строительного производства (например, строительной 3D-печати) по ГОСТ Р 59095-2020 «Материалы для аддитивного строительного производства. Термины и определения».

### Классификация в зависимости от материаловнесущих конструкций
- деревянные;
- каменные;
- кирпичные;
- из полимерных материалов;
- железобетонные;
- металлические;

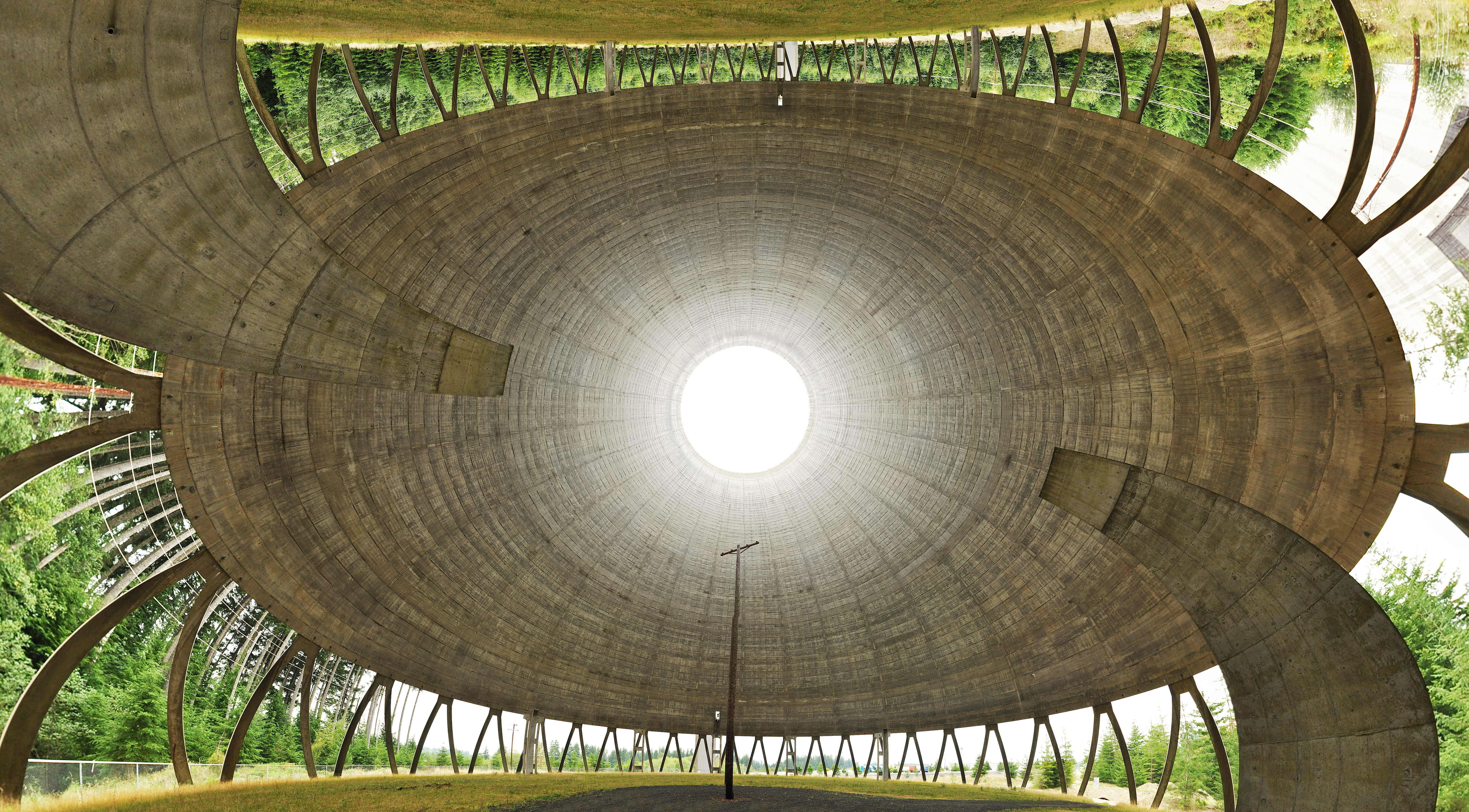
Вид градирни изнутри в проекции Меркатора — пример промышленного оболочкового железобетонного монолитного сооружения

- из лёгких металлических конструкций.

## Субъекты строительной деятельности
Строительство (в широком смысле) включает деятельность следующих субъектов:
- Инвестор — лицо, вкладывающее собственные или заёмные средства в строительство[5]. 
 Лица, специализирующиеся на капитальных вложениях в строительство с целью последующего извлечения прибыли, называются девелоперами. 
 Особая форма инвестиционной деятельности — долевое строительство, когда привлекаются средства граждан для строительства многоквартирных домов[6].
- Застройщик — лицо, обеспечивающее строительство на принадлежащем ему земельном участке[7] лицо, уполномоченное инвесторами, которое осуществляет реализацию инвестиционных проектов. Заказчиками могут быть сами инвесторы. 
 По российским законам заказчик, не являющийся инвестором, наделяется правами владения, пользования и распоряжения капитальными вложениями на период и в пределах полномочий, которые установлены договором и (или) государственным контрактом[5].
- Подрядчики — лица, которые выполняют работы по договору подряда (непосредственные исполнители), либо посредники, которые заключают договоры субподряда с исполнителями-субподрядчиками[5].
- Саморегулируемые организации (СРО) изыскателей, проектировщиков и строителей.
- Профессиональные научные и творческие организации (например, РААСН, Союз архитекторов России), международные организации (ФИДИК).
- Государство в лице органов государственной власти и местного самоуправления является специфическим субъектом строительной деятельности. Оно определяет градостроительную и жилищную[8] политику, осуществляет правовое (в том числе техническое[9]) регулирование, а также государственный строительный надзор.

В простых случаях (например, индивидуальное жилищное строительство) инвестор, застройщик, заказчик и подрядчик могут совпадать в одном лице.

## Жизненный цикл инвестиционно-строительного проекта

Крупнопанельное домостроение

Инвестиционный проект — обоснование экономической целесообразности, объёма и сроков осуществления капитальных вложений, в том числе необходимая проектная документация, разработанная в соответствии с законодательством РФ и утвержденными в установленном порядке стандартами (нормами и правилами), а также описание практических действий по осуществлению инвестиций (бизнес-план).
В контексте менеджмента следует различать понятие «проект» (англ. project) в значении «некоторая задача с определёнными исходными данными и требуемыми результатами (целями), обусловливающими способ её решения» и специфическое для строительной отрасли понятие «проект» (англ. design) в значении «проектная документация».
Инвестиционно-строительный проект (ИСП) — это система сформулированных целей, создаваемых для реализации физических объектов (недвижимости), технологических процессов, технологической и организационной документации для них, материальных, финансовых, трудовых и иных ресурсов, а также управленческих решений и мероприятий по их выполнению.

### Доинвестиционная фазапроекта
К данной фазе относятся:
- Маркетинговые исследования;
- Разработка концепции инвестиционно-строительного проекта;
- Приобретение прав на площадку под размещение объекта;
- Выбор лица, осуществляющего реализацию инвестиционно-строительного проекта (заказчика);
- Выбор подрядных организаций

### Изыскательские работы
Инженерные изыскания выполняются до начала проектных работ с целью получения объективной и актуальной информации об условиях строительства.
| Инженерно-геодезические          | Исследование рельефа                                             |
| Инженерно-геологические          | Изучение геологического строения                                 |
| Инженерно-гидрометеорологические | Определение возможности обеспечения потребности в воде           |
| Инженерно-экологические          | Исследование окружающей среды, природных и антропогенных условий |
| Инженерно-геотехнические         | Изучение состава и физико-механических свойств грунтов           |

Для объектов реконструкции к инженерным изысканиям относится также обследование технического состояния грунтов оснований зданий и сооружений, их строительных конструкций (ГОСТ 31937-2011).
По российскому законодательству, подготовка и реализация проектной документации без выполнения соответствующих инженерных изысканий не допускаются.
Результаты инженерных изысканий в определённых ГСК РФ случаях подлежат экспертизе.

### Проектные работы
В соответствии со ст. 758 ГК РФ по договору подряда на выполнение проектных и изыскательских работ подрядчик (проектировщик, изыскатель) обязуется по заданию заказчика разработать техническую документацию и (или) выполнить изыскательские работы, а заказчик обязуется принять и оплатить их результат. В соответствии с п. 1 ст. 759 ГК РФ заказчик обязан передать подрядчику задание на проектирование, а также иные исходные данные, необходимые для составления технической документации. Задание на выполнение проектных работ может быть по поручению заказчика подготовлено подрядчиком. В этом случае задание становится обязательным для сторон с момента его утверждения заказчиком.
Архитектурное проектирование может осуществляться как в соответствии с договором подряда на выполнение проектных работ (ст. 759 ГК РФ), так и в соответствии с договором авторского заказа (ст. 1288 ГК РФ).
Стадии проектирования
Действующее законодательство РФ не содержит понятия стадии проектирования. На практике принято выполнять:
- эскизный проект (необязательная стадия — выполняется для согласования предварительных проектных решений между заказчиком и проектировщиком, а также для предварительного согласования их с компетентными органами);
- проектную документацию (обязательная стадия, по общему правилу подлежит экспертизе, на основе положительного заключения экспертизы выдаётся разрешение на строительство);
- рабочую документацию (действующее законодательство РФ не обязывает выполнять эту стадию, но если она выполняется, то должна соответствовать проектной документации).

Состав проектной документации
В соответствии с ч. 12 ст. 48 ГСК РФ, а также Постановлением Правительства Российской Федерации от 16.02.2008 № 87 «О составе разделов проектной документации и требованиях к их содержанию» проектная документация на объекты капитального строительства производственного и непроизводственного назначения состоит из следующих разделов (в скобках приведены шифры разделов в соответствии с ГОСТ Р 21.101-2020):
- раздел 1 «Пояснительная записка» (ПЗ);
- раздел 2 «Схема планировочной организации земельного участка» (ПЗУ);
- раздел 3 «Архитектурные решения» (АР);
- раздел 4 «Конструктивные и объемно-планировочные решения» (КР);
- раздел 5 «Сведения об инженерном оборудовании, о сетях инженерно-технического обеспечения, перечень инженерно-технических мероприятий, содержание технологических решений» (ИОС):
  - а) подраздел «Система электроснабжения»;
  - б) подраздел «Система водоснабжения»;
  - в) подраздел «Система водоотведения»;
  - г) подраздел «Отопление, вентиляция и кондиционирование воздуха, тепловые сети»;
  - д) подраздел «Сети связи»;
  - е) подраздел «Система газоснабжения»;
  - ж) подраздел «Технологические решения»;
- раздел 6 «Проект организации строительства» (ПОС);
- раздел 7 «Проект организации работ по сносу или демонтажу объектов капитального строительства» (при необходимости сноса или демонтажа) (ПОД);
- раздел 8 «Перечень мероприятий по охране окружающей среды» (ООС);
- раздел 9 «Мероприятия по обеспечению пожарной безопасности» (ПБ);
- раздел 10 «Мероприятия по обеспечению доступа инвалидов» (ОДИ);
- раздел 10.1 «Требования к обеспечению безопасной эксплуатации объекта капитального строительства» (ТБЭ);
- раздел 11 «Смета на строительство объектов капитального строительства» (СМ);
- раздел 11.1 «Перечень мероприятий по обеспечению соблюдения требований энергетической эффективности и требований оснащенности зданий, строений, сооружений приборами учёта используемых энергетических ресурсов» (ЭЭ);
- раздел 11.2 «Сведения о нормативной периодичности выполнения работ по капитальному ремонту многоквартирного дома, необходимых для обеспечения безопасной эксплуатации такого дома, об объеме и о составе указанных работ (в случае подготовки проектной документации для строительства, реконструкции многоквартирного дома)»;
- раздел 12 «Иная документация в случаях, предусмотренных федеральными законами».

### Строительно-монтажные работы
Строительно-монтажные работы — работы по возведению новых объектов и по установке в них оборудования. Различают:
- земляные;
- каменные;
- бетонные;
- железобетонные;
- кровельные;
- малярные;
- штукатурные.

### Пусконаладочные работы
Пусконаладочные работы (ПНР) — это комплекс мероприятий по вводу в эксплуатацию смонтированного оборудования.
Режимно-наладочные испытания — это комплекс мероприятий направленных на вывод оборудования на проектные режимы, а также обеспечения экономичной работы данного оборудования.
Пусконаладочные работы подразделяются на работы по наладке технологического оборудования и средств автоматизации.
Пусконаладочные работы и режимно-наладочные испытания выполняются по утвержденной заказчиком программе проведения пусконаладочных работ и режимно-наладочных испытаний, в которой оговариваются сроки проведения работ, режимы на которые необходимо вывести основное технологическое оборудование.

### Стадия освоения
Данная стадия выделяется в научной литературе и включает:
- использование оборудования в холостом режиме;
- освоение технологических процессов;
- выход на проектную мощность

## Мировая практика нормативного регулирования в строительстве
Строительство зданий и других сооружений осуществляется по проектам, разрабатываемым в соответствии со строительными нормами и стандартами.

### Модельные (типовые)
В некоторых экономически развитых странах мира практикуется использование так называемых модельных кодексов — типовых строительных норм, которые содержат типовые требования, затрагивающие вопросы проектирования, строительства, монтажа, эксплуатации, ремонта и перестройки строительных сооружений, а также требования к их конструкциям, инженерно-техническим системам и другим компонентам. Сам по себе модельный кодекс не обладает юридической силой, он предназначен для адаптации в качестве нормативного документа обязательного применения. После адаптации модельный кодекс становится строительным кодексом адаптировавшего его административного образования.
Помимо строительных кодексов, модельными документами также могут быть и стандарты добровольного применения. На международном уровне стандарты ИСО и других международных организаций по стандартизации являются модельными и предназначены для национальной адаптации. В Европе модельными стандартами являются Еврокодексы — региональные европейские стандарты, которые применяются после их адаптации в качестве национальных стандартов.
Примеры модельных норм/стандартов
| Страна    | Заглавие документа                                                                  |
| --------- | ----------------------------------------------------------------------------------- |
| Австралия | Строительный кодекс Австралии (англ. Building Code of Australia)                    |
| Германия  | Модельные строительные правила (нем. Musterbauordnung)                              |
| Евросоюз  | Еврокодекс (англ. Eurocode)                                                         |
| Канада    | Национальный строительный кодекс Канады (англ. National Building Code of Canada)    |
| США       | Национальный кодекс по устройству электроустановок (англ. National Electrical Code) |
| США       | Международный строительный кодекс (англ. International Building Code)               |

### Международные
По ряду объективных причин в настоящее время в мировой практике отсутствуют строительные нормы (строительные кодексы), которые разрабатываются и применяются повсеместно на международном или региональном уровне и при этом охватывают все аспекты нормирования строительных объектов. Тем не менее прецеденты усилий по разработке региональных строительных норм есть, однако отсутствует длительный опыт практического применения результатов этих усилий.
В отличие от международных строительных норм, практика разработки и применения международных строительных стандартов имеет многолетнюю историю. Стандарты для нужд строительной отрасли разрабатываются рядом негосударственных, международных саморегулируемых организаций по стандартизации, включая ИСО, МЭК,  AISC, ASME, ASCE, ASTM, IEEE, NFPA и многие другие.

#### Стандарты ISO
Международная организация по стандартизации (ISO, рус. ИСО) является одной из международных организаций, в сферу деятельности которой входит стандартизация в области строительства. Разработка этих стандартов подчинена общей цели «содействия развитию стандартизации и смежных видов деятельности в мире с целью обеспечения международного обмена товарами и услугами, а также развития сотрудничества в интеллектуальной, научно-технической и экономической областях».
В структуре Международной организации по стандартизации действуют отдельные комитеты, разрабатывающие нормы той или иной отрасли. Комитеты, в свою очередь, делятся на подкомитеты.
| TC 59  | Buildings and civil engineering works         | Строительство зданий                    |
| TC 98  | Bases for design of structures                | Основы расчета строительных конструкций |
| TC 195 | Building construction machinery and equipment | Строительные машины и оборудование      |

В Международном классификаторе стандартов (МКС) для строительства и смежных отраслей отведены разделы 91, Construction materials and building (Строительные материалы и строительство), и 93, Civil engineering (Гражданское строительство), а также другие разделы. Так, в подраздел 91.040.01, Buildings in general (Строительство в целом), помимо прочих стандартов включена серия стандартов ISO 15928, Houses — Description of performance (Дома. Описание рабочих характеристик), содержащих требования к жилым зданиям.
| ISO 15928-1:2003  | Part 1: Structural safety         | Часть 1. Безопасность конструкции                 |
| ISO 15928-2:2005  | Part 2: Structural serviceability | Часть 2. Эксплуатационная пригодность конструкции |
| ISO 15928-3:2009  | Part 3: Structural durability     | Часть 3. Долговечность конструкции                |
| ISO/PRF 15928-4   | Part 4: Fire safety               | Часть 4. Пожаробезопасность                       |
| ISO/DIS 15928-5.2 | Part 5: Operating energy          |                                                   |

Среди стандартов ISO встречаются также документы, предназначенные непосредственно для потребителей строительных объектов, например, стандарт ISO/PAS 22539:2007 Руководство для пользователя ISO 15928. Дома. Описание рабочих характеристик.
По причине инертности ИСО в вопросах реагирования на быстро изменяющиеся потребности рынков, которая выражается в длительных процедурах согласования и утверждения нормативных документов, стандарты ИСО лишь частично удовлетворяют нормативные нужды строительной отрасли и быстро устаревают. Среди предметных областей, частично охваченных стандартами ИСО, находятся строительные материалы и изделия из дерева, стали, алюминия, стекла, бетона; требования к проектной документации; строительное производство; а также проблемы энергоэффективности зданий (ISO 16818:2008), обеспечения доступности искусственной среды для инвалидов (ISO/TR 9527:1994) и другие области.
Стандарты ISO не являются обязательными к применению в соответствии с российским законодательством. На основе стандартов ISO разрабатываются стандарты ГОСТ Р, некоторые из которых, тем не менее, де-факто обязательны к применению на территории России, поскольку на них ссылаются строительные нормы обязательного применения, включенные в Перечень национальных стандартов и сводов правил. В результате их применения на обязательной основе обеспечивается соблюдение требований Федерального закона от 30 декабря 2009 года № 384-ФЗ «Технический регламент о безопасности зданий и сооружений».
Стандарты ISO являются общедоступными, однако предоставляются Международной организацией по стандартизации за плату. Кроме того, на русский язык переведены не все стандарты, и осуществление квалифицированного перевода может также потребовать значительных затрат.

#### Европейские кодексы (Eurocode)
Европейские кодексы (англ. Eurocode, рус. Еврокодекс, Еврокод) — комплект гармонизированных европейских стандартов (hEN), касающихся расчета несущих конструкций строительных сооружений и защиты конструкций от воздействия огня. Поскольку Еврокодексы являются модельными (типовыми) стандартами, они не предназначены для прямого применения и должны быть адаптированы к местным условиям. Для этого в каждой стране, где они применяются, разрабатываются национальные приложения к Еврокодексам, в которых указываются параметры (числовые значения), специфические для данной страны. После адаптации, Еврокодексы приобретают статус стандартов (как правило, национальных стандартов) добровольного применения.
В настоящее время разработано десять Еврокодексов, которые делятся на 58 частей. К каждой части имеются национальные приложения той или иной страны, в которой они адаптированы. В приложениях могут даваться также дополнительные разъяснения по неточностям, возникшим в связи с переводом стандарта с английского языка, а также правила применения и т. д. Каждый из вышеперечисленных Еврокодексов ссылается на другие европейские и международные стандарты и документы по стандартизации, охватывая таким образом широкий спектр вопросов проектирования несущих конструкций строительных сооружений, направленного на обеспечение их устойчивости, надежности, огнестойкости.
Система введения Еврокодексов в действие в европейских странах предусматривает переходный период (около 5 лет), в течение которого они действуют в этой стране параллельно с ранее применявшимися национальными стандартами. По истечении указанного срока действие сохраняют только Еврокодексы.
В России в настоящее время обсуждается вопрос национальной адаптации Еврокодексов для применения в Российской Федерации в качестве альтернативы аналогичным отечественным стандартам. В некоторых странах ЕврАзЭС — в частности, в Беларуси и Казахстане — официально разрешено применять Еврокодексы, однако до настоящего времени прецедентов их практического применения в этих странах не было.

#### Строительные кодексы Лиги арабских государств
Комплект Арабских унифицированных строительных норм (англ. Arab Unified Building Codes) разрабатывается с 1990-х годов под эгидой Совета министров жилищного хозяйства и строительства арабских государств (англ. Council of Arab Housing and Construction Ministers), образованного Лигой арабских государств. К 2011 году было разработано 14 документов для адаптации в странах арабского мира.

#### Иные межгосударственные нормы и стандарты
- Межгосударственные нормы и стандарты СНГ и ЕврАзЭС
- Совместные австрало-новозеландские стандарты

## В России

### Техническое регулирование и стандартизация
Российское законодательство (в частности, закон «О техническом регулировании») устанавливает, что основными документами в области технического регулирования являются технические регламенты. Технические регламенты являются нормативными правовыми актами и имеют форму федеральных законов либо актов Таможенного союза.
Основные технические регламенты в области строительства:
- Федеральный закон от 30.12.2009 № 384-ФЗ «Технический регламент о безопасности зданий и сооружений»;
- Федеральный закон от 22.07.2008 № 123-ФЗ «Технический регламент о требованиях пожарной безопасности»;
- Технический регламент Таможенного союза ТР ТС 011/2011 Безопасность лифтов

С точки зрения закона, нормативные технические акты (национальные стандарты и своды правил) должны применяться для того, чтобы объект строительства соответствовал техническим регламентам.
Часть национальных стандартов и сводов правил признаётся обязательной к исполнению — их перечни утверждены постановлением Правительства РФ, например:
- Перечень национальных стандартов и сводов правил (частей таких стандартов и сводов правил), в результате применения которых на обязательной основе обеспечивается соблюдение требований Федерального закона «Технический регламент о безопасности зданий и сооружений» (утверждён постановлением Правительства РФ от 26.12.2014 № 1521).

В соответствии с ч. 6 ст. 6 Федерального закона от 30.12.2009 № 384-ФЗ «Технический регламент о безопасности зданий и сооружений» национальные стандарты и своды правил, включенные в указанный перечень, подлежат ревизии и в необходимых случаях пересмотру и (или) актуализации не реже чем каждые пять лет.
Остальные нормативные акты в сфере строительства (в том числе и СНиПы) применяются на добровольной основе. При этом органы исполнительной власти разрабатывают и утверждают перечни нормативных актов, рекомендованных к применению для соблюдения требований технических регламентов, например:
- Перечень документов в области стандартизации, в результате применения которых на добровольной основе обеспечивается соблюдение требований Федерального закона от 30 декабря 2009 г. № 384-ФЗ «Технический регламент о безопасности зданий и сооружений» (утверждён Приказом Росстандарта от 17.04.2019 № 831);
- Перечень документов в области стандартизации, в результате применения которых на добровольной основе обеспечивается соблюдение требований Федерального закона от 22 июля 2008 г. N 123-ФЗ «Технический регламент о требованиях пожарной безопасности» (утверждён Приказом Росстандарта от 16.04.2014 № 474).

- ВСН — Ведомственные строительные нормы
- ГОСТ — Межгосударственный стандарт
- ГОСТ Р — Государственный стандарт
- ГСН — Государственные сметные нормы
- ГСНр — Государственные сметные нормы на ремонтно-строительные работы
- ГЭСН — Государственные элементные сметные нормы на строительные работы
- ГЭСНм — Государственные элементные сметные нормы на монтаж оборудования
- ГЭСНп — Государственные элементные сметные нормы на пусконаладочные работы
- ГЭСНр — Государственные элементные сметные нормы на ремонтно-строительные работы
- ЕНИР — Единые нормы и расценки
- ЕРр — Единичные расценки на ремонтно-строительные работы
- ЕСКД — Единая система конструкторской документации
- МДК — Методическая документация в сфере жилищно-коммунального хозяйства
- МДС — Методические документы в строительстве
- НПРМ — Нормативные показатели расхода материалов
- НТП — Нормы технологического проектирования
- ОСН — Отраслевые строительные нормы
- ОНТП — Отраслевые нормы технологического проектирования
- РДС — Руководящие документы в строительстве
- РСН — Республиканские строительные нормы
- СНиП — Строительные нормы и правила
- СП — Свод правил
- СПДС — Система проектной документации для строительства
- ТЕР — Территориальные единичные расценки в строительстве
- ТЕРм — Территориальные единичные расценки на монтаж оборудования
- ТЕРп — Территориальные единичные расценки на пусконаладочные работы
- ТЕРр — Территориальные единичные расценки на ремонтно-строительные работы
- ТИ РМ — Межотраслевые инструкции по охране труда
- ТИ РО — Отраслевые инструкции по охране
- ТСН — Территориальные строительные нормы
- ТССЦ — Территориальные сборники сметных цен
- ФЕР — Федеральные единичные расценки в строительстве
- ФЕРм — Федеральные единичные расценки на монтаж оборудования
- ФЕРп — Федеральные единичные расценки на пусконаладочные работы
- ФЕРр — Федеральные единичные расценки на ремонтно-строительные работы
- ФССЦ — Федеральные сборники сметных цен
- ЭСНр — Элементно-сметные нормы на ремонтно-строительные работы

и другие.
Существуют также нормативные акты, предусматривающие выявление недостатков произведённых работ, напр., Классификатор основных видов дефектов в строительстве и промышленности строительных материалов.

### Саморегулирование в области проектно-строительной деятельности
Федеральным законом от 22.07.2008 № 148-ФЗ введена гл. 6.1 ГСК РФ «Саморегулирование в области инженерных изысканий, архитектурно-строительного проектирования, строительства, реконструкции, капитального ремонта объектов капитального строительства», а также установлен переходный период до 01.01.2010, по истечении которого индивидуальный предприниматель (ИП) или юридическое лицо (ЮЛ) вправе выполнять работы, которые оказывают влияние на безопасность объектов капитального строительства, при наличии выданного саморегулируемой организацией (СРО) свидетельства о допуске к таким работам (ч. 1 ст. 55.8).
Перечень видов работ, которые оказывают влияние на безопасность объектов капитального строительства, утверждён Приказом Минрегиона России от 30.12.2009 № 624.
Таким образом, членство в СРО обязательно для лиц, выполняющих работы, которые оказывают влияние на безопасность объектов капитального строительства.
Федеральным законом от 03.07.2016 № 372-ФЗ введены ч.ч. 2.1, 2.2 ст. 52 ГСК РФ, которые определяют условия, при которых лица, не являющиеся членами СРО, вправе выполнять работы по договорам строительного подряда.
В прежней редакции ГСК РФ существовалала ч. 9 ст. 55.8 ГСК РФ, согласно которой допуск к проектным работам выдавался без ограничения срока и территории его действия. В настоящее время требования ужесточились.
10 ноября 2009 года на I Всероссийском Съезде саморегулируемых организаций в строительстве было принято решение о создании Национального объединения строителей, вступить в которое, согласно ГСК РФ, обязаны все СРО.

### Экономические показатели отрасли
|                                                                                                 | 2000   | 2005   | 2010   | 2012   | 2013   | 2014   | 2015            | 2016   |
| Объём работ, выполненных по виду деятельности «Строительство»:                                  |        |        |        |        |        |        |                 |        |
| млрд.руб. (в фактически действовавших ценах)                                                    | 503,8  | 1754,4 | 4454,2 | 5714,1 | 6019,5 | 6125,2 | 6148,4 (7010,4) | 7204,2 |
| в процентах к предыдущему году (в постоянных ценах)                                             | 113,5  | 113,2  | 105,0  | 102,5  | 100,1  | 97,7   | 95,2 (96,1)     | 97,8   |
| Число действующих строительных организаций:                                                     | 129340 | 112846 | 196234 | 205075 | 217961 | 226838 | 235351 (232154) | 271604 |
| Среднегодовая численность занятых в строительстве:                                              |        |        |        |        |        |        |                 |        |
| тыс. человек                                                                                    |        | 4986,1 | 5399,1 |        | 5711,9 | 5664,1 | 5651,9          |        |
| в процентах к предыдущему году                                                                  |        | 105,1  | 100,9  |        | 101,2  | 99,2   | 98,4            |        |
| удельный вес занятых в строительстве в общей численности занятых, процентов                     |        | 7,5    | 8,0    |        | 8,4    | 8,4    | 8,3             |        |
| Среднемесячная номинальная начисленная заработная плата работников строительства:               |        |        |        |        |        |        |                 |        |
| руб.                                                                                            |        | 9043   | 21172  |        | 27701  | 29354  | 29960           |        |
| в процентах к предыдущему году                                                                  |        | 123,8  | 116,8  |        | 106,7  | 106,0  | 102,3           |        |
| в процентах к среднему уровню по экономике                                                      |        | 105,7  | 101,0  |        | 93,0   | 90,3   | 88,0            |        |
| Инвестиции в основной капитал, направленные на развитие строительства:                          |        |        |        |        |        |        |                 |        |
| млрд.руб. (в фактически действовавших ценах)                                                    |        | 129,5  | 342,1  |        | 438,1  | 469,3  | 448,7           |        |
| удельный вес инвестиций в строительство в общем объеме инвестиций в основной капитал, процентов |        | 3,6    | 3,7    |        | 3,3    | 3,4    | 3,1             |        |
| Инвестиции в основной капитал организаций, осуществляющих строительную деятельность:            |        |        |        |        |        |        |                 |        |
| млрд.руб. (в фактически действовавших ценах)                                                    |        | 172,7  | 770,1  | 993,4  | 941,1  | 954,7  |                 |        |
| в процентах от общего объёма инвестиций                                                         |        | 6,0    | 11,6   | 10,4   | 9,3    | 9,2    |                 |        |
| Наличие основных фондов в строительстве                                                         |        |        |        |        |        |        |                 |        |
| млрд. руб. (по полной учетной стоимости; на конец года)                                         |        | 604,9  | 1499,9 |        | 1676,9 | 1774,7 | 2047,9          |        |
| в процентах к предыдущему году (в постоянных ценах)                                             |        | 100,2  | 101,8  |        | 102,9  | 102,7  | 101,7           |        |
| удельный вес основных фондов строительства в общей стоимости основных фондов, %                 |        | 1,5    | 1,6    |        | 1,3    | 1,2    | 1,3             |        |
| Степень износа основных фондов в строительстве (на конец года):                                 |        |        |        |        |        |        |                 |        |
| процентов                                                                                       |        | 44,6   | 48,3   |        | 50,0   | 51,2   | 50,4            |        |
| справочно: по экономике в целом, %                                                              |        | 45,2   | 47,1   |        | 48,2   | 49,4   | 47,7            |        |
| Основные фонды организаций основного вида экономической деятельности «Строительство»:           |        |        |        |        |        |        |                 |        |
| Наличие основных фондов (по полной учётной стоимости), млрд.руб.                                |        | 264,3  | 703,9  | 910,5  | 944,5  | 1032,7 |                 |        |
| Степень износа основных фондов на конец года, %                                                 |        | 42,0   | 42,5   | 44,2   | 47,1   | 47,3   |                 |        |
| Ввод в действие основных фондов (в фактически действовавших ценах), млрд. руб.                  |        | 39,9   | 117,9  | 153,9  | 151,1  | 147,1  |                 |        |
| Ввод в действие жилых домов, млн. м² общей площади                                              | 30,3   | 43,6   | 58,4   | 65,7   | 70,5   | 84,2   | 85,3            | 80,2   |
| в т.ч. населением за счёт собственных и заёмных средств, млн. м² общей площади                  | 12,6   | 17,5   | 25,5   | 28,4   | 30,7   | 36,2   | 35,2            | 31,8   |